# Zakon grada Jantea
Zakon grada Jantea je izmišljeni zakon kojeg je formulisao Aksel Sandemose u knjizi  En flykting korsar sitt spår (1933). Aksel Sandemose je pisao na norveškom (riksmol), ali je odrastao u danskom gradiću Nikobing Mors, kojeg je u knjizi zvao Jante. Jante je fiktivan danski gradić koji se prvi put spominje u Sandemoseovom romanu En sjöman går iland, a kasnije se ideja razrađuje u gorepomenutom En flykting korsar sitt spår. Uzor po kojem je nastao Jante je Sandemoseov rodni grad Nikobing na ostrvu Mors u severnom Jilandu. Grad, kao i njegovi stanovnici, u romanu se opisuju prilično negativnim rečima. Izmišljeni gradić je taj po kome je dat naziv zakonu “Jantelagen”. Pojam je kasnije postao rasprostranjen i popularan, a koriste ga i ljudi koji ne poznaju njegov književni kontekst.
Zakon grada Jantea izražava rečima nepisani zakon prema kojem niko ne bi trebalo da se ističe, niti da veruje da je bolji od drugih na bilo koji način. Zakon se povezuje sa postojećom kulturom u mnogim mestima u Skandinaviji. Ipak, isti fenomen postoji u mnogim mestima u ostatku sveta. U engleskom jeziku koristi se izraz Tall poppy syndrome koji podrazumeva da neko ko je dostigao nešto pozitivno nije prihvaćen, jer društvo dotičnog ne smatra vrednim toga.

## Zakon grada Jantea
1. Nemoj misliti da si neko i nešto.
2. Nemoj misliti da si dobar kao mi.
3. Nemoj misliti da si pametniji od nas.
4. Nemoj da umisliš da si bolji od nas.
5. Nemoj misliti da znaš više od nas.
6. Nemoj misliti da si finiji od nas.
7. Nemoj misliti da vrediš nečemu.
8. Ne bi trebalo da se smeješ nama.
9. Nemoj misliti da je nekoga briga za tebe.
10. Nemoj misliti da nas možeš naučiti nečemu.

U knjizi se kasnije dodaje i jedanaesta zapovest, koja se naziva kaznom. Formulisana je kao pitanje i glasi: 
11. Zar ne znaš da znamo sve o tebi?
Upotreba Janteove kazne najbolje je opisana citatom:
Jedina rečenica koja čini Janteovu kaznu bila je, prema tome, veoma sadržajna. Obuhvatala je sve, pa je morala i ona biti zapisana, jer apsolutno ništa nije bilo dozvoljeno. Bila je, takođe, formirana kao tužba, sa svim vrstama nespecifikovanih zločina na umu. Štaviše, ona je bila, na osnovu intonacije, pogodna za ucenu i navođenje na zločin, a takođe je mogla biti najbolje sredstvo odbrane.